# 御用絵師一丸
『御用絵師一丸』 （ごようえしひとまる） は、あかほりさとるがあかほり悟の名義で書いた、初の時代小説。イラストは鳥野しの。『招き猫文庫』（白泉社）から刊行された。続編に『御用絵師一丸 藍の武士』がある。

## あらすじ
老中・水野忠邦の天保の改革が始まらんとする頃の日本を舞台に、表向きには絵師を生業としながら、それとは別に暗殺者としての顔を持つ一丸の活躍を描く。

## 登場人物
一丸（ひとまる）
白い着流しにざんばら頭の外見で普段は飄々とした態度だが、元は武士であった。現在は広大院お抱えの御用絵師であり、もう一方で、主君である彼女の命により、政敵や邪魔者を毒を持って暗殺する“毒師”の顔を持つ。
橋口上総之介（はしぐちかずさのすけ）
広大院の 申次 である若侍。一丸の弟で、若くして高貴さも漂わせている。武士を辞めた一丸とは生き方は異なるが、今なお兄として彼を慕っている。
広大院（こうだいいん）
江戸幕府11代の将軍である徳川家斉の御台所。小柄な老婆であるが、性格は極めて快活。一丸と上総の父が彼女の用人をかつて務めていたことから、幼い頃より二人をよく知り、今なお一丸のことは幼き頃の名前・小一郎と呼ぶ。
雅禰（まさね）
広大院付きの侍女。現将軍の徳川家慶も奥に欲したほどの美貌の持ち主であり、一丸のことを好いているのを公言しているが、彼女もまた一丸同様もう一つの顔を持つ。
小茶（おちゃ）
一丸と彼の絵師仲間が行きつけにしている酒屋・酒菜の看板娘。一丸のことを丸さんと呼び、彼に恋心を抱いている。
水野忠邦
江戸城本丸の老中首座。江戸南町奉行の鳥居耀蔵とともに天保の改革を推進し、広大院にとっては政敵にあたる存在。